# Retegno
Retegno (Artegn in dialetto lodigiano) è l'unica frazione del comune italiano di Fombio, in provincia di Lodi.

## Origine del nome
Due sono le ipotesi in merito alla nascita del nome Retegno. La prima fa riferimento alle reti che i pescatori del Po stendevano ad asciugare nelle sue terre. La seconda si riferisce alla presenza della zecca ed alla presunta parsimoniosità dei suoi amministratori. A rafforzare la seconda ipotesi ci sono anche l'assonanza e la probabile radice comune con i termini lodigiani tegnìn e tegnón che significano taccagno e tirchio. Nel dialetto locale Retegno si dice Artégn, mentre l'abitante del borgo è un Artegnìn. In milanese, Retegno si dice Retégn ed Andà de retégn significa avareggiare.

## Storia
L'Imperial Baronia di Retegno e Bettola fu istituita il 2 gennaio 1654 con diploma imperiale di Ferdinando III, che concesse il privilegio di zecca al cardinale Gian Giacomo Teodoro Trivulzio, che pare non sfruttò tale opportunità. Esistono invece monete del figlio, il principe Ercole Teodoro Trivulzio, conte di Mesocco e barone di Retegno, che nella zecca del borgo, tra il 1656 ed 1664, fece coniare monete d'argento del valore di mezzo filippo. Per la pregevole fattura, le monete d'oro e d'argento coniate nella zecca di Retegno sono paragonabili a quelle dei Visconti di Milano e dei Gonzaga di Mantova. La monetazione proseguì fino al XVIII secolo e Teodoro, Antonio e Tolomeo Trivulzio fecero coniare monete in argento ed oro usando gli stessi piedi della monetazione milanese. 
La moneta più importante era il Filippo, uno scudo d'argento da 5 lire milanesi, introdotto a Milano da Filippo II di Spagna. Furono emessi anche dei multipli.
Le moneta d'oro era l'ongaro, derivato dal fiorino. 
Nonostante la discussa natura di feudo imperiale, la baronia rimase autonoma anche quando nel 1678, estinti i Trivulzio passò per eredità ai Gallio di Como. Il feudo ritornò allo stato milanese nel 1768 con l'estinzione della famiglia, essendo il principe Antonio Tolomeo Gallio-Trivulzio (1708-1767), privo di eredi diretti.
Il titolo baronale fu portato anche dall'imperatrice Elisabetta d'Austria, per poi passare alla famiglia Biondi.
Fino al 1798 Retegno apparteneva ai territori dell'Oltrepo del Ducato di Parma e Piacenza. Con il passaggio alla Lombardia operato da Napoleone in quell'anno, l'abitato divenne parte del comune di Fombio, ma il successivo catasto austro-ungarico lo ritrasse separatamente col titolo di comune censuario, privilegio in genere riservato agli ex comuni, segno che probabilmente in precedenza Retegno godeva di una propria amministrazione locale.